# Eilean Hoan
Eilean Hoan är en ö i Storbritannien.   Den ligger i kommunen Highland och riksdelen Skottland, i den norra delen av landet, 800 km norr om huvudstaden London. Arean är 28,0 kvadratkilometer.
Terrängen på Eilean Hoan är mycket platt. Öns högsta punkt är 17 meter över havet. Den sträcker sig 0,9 kilometer i nord-sydlig riktning, och 1,4 kilometer i öst-västlig riktning.